# Parco nazionale Töfsingdalen

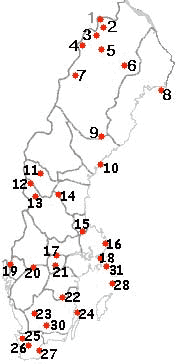
Su questa mappa dei parchi nazionali della Svezia il parco nazionale Töfsingdalen è il numero 13

Il parco nazionale Töfsingdalen è un parco nazionale della Svezia, situato nella contea di Dalarna, in particolare nella municipalità Älvdalen. È stato istituito nel 1930 e occupa una superficie di 1615 ha.

## Territorio
Il parco nazionale si compone di due crinali dei monti Olåsen e Hovden e della vallata tra i due, in cui scorre il fiume Töfsingån. Il terreno è cosparso di massi giganteschi.

## Flora
Nel parco si trova una grande foresta vergine. Al suo interno, tra i pini strobo, si incontra una specie di lichene giallo, raro e velenoso, detto Letharia vulpina.

## Fauna
Nella foresta vive il lupo.